# Gustavo Matamoros León
Gustavo Matamoros León (Bogotá, 13 de septiembre de 1896-post. 1966) fue un militar colombiano, que se desempeñó como Gobernador de Norte de Santander.

## Biografía
Nació en Bogotá en septiembre de 1896, en el seno de una familia de militares, pertenecientes a la aristocracia bogotana del Partido Liberal. Siguió la carrera militar de su padre y se unió al Ejército Nacional a los 19 años, habiéndose graduado de la Escuela Militar de Cadetes General José María Córdova. 
En los años 1920 y 1930 ocupó los cargos de Comandante del Ejército en Boyacá y en Casanare. Ascendido al rango de Coronel, en 1925 fue enviado por el presidente conservador Miguel Abadía Méndez a Chile para que fuera capacitado en equitación y regresara al país para capacitar en caballería a los soldados. Gracias a esto, fue el primer promotor de la hípica en Colombia, organizando concursos para la alta sociedad bogotana.

### Jefe civil y militar de Santander (1948)
Tras los acontecimientos del Bogotazo, fue designado por el presidente conservador, Mariano Ospina Pérez, como Gobernador de Norte de Santander, en reemplazo de Manuel Buenahora Gutiérrez. Su designación contó con el beneplácito del político local, Virgilio Barco, entonces director regional del liberalismo.

#### Gabinete
- Secretaría de Gobiernoː Manuel Guzmán Prada
- Secretaría de Educaciónː Régulo García-Herreros
- Secretaría de Obras Públicasː Bernabé Pineda Ropero
- Secretaría de Haciendaː Víctor Manuel Espinel Blanco
- Secretaría de Agricultura y Ganaderíaː Ernesto Fernández Yañéz

Como Gobernador, logró controlar la desbordada violencia política, a la vez que impuso la censura de prensa. Terminado su mandato, regresó a Bogotá pero, al considerar que se le ofreció un cargo de menor importancia que el que venía ocupando, pidió la baja y se retiró con honores.

## Familia
Gustavo Matamoros León era hijo del Coronel Carlos Matamoros Sánchez, que combatió en la Guerra de los Mil Días y se desempeñó como Gobernador de Santander en dos ocasiones, y de Hortencia León Arellano.

### Matrimonio y descendencia
Gustavo se casó con Lucrecia D'Costa González, unión de la cual nacieron tres hijos: Gustavo, Essy y Olga Camacho D'Costa. 
Su hijo mayor, Gustavo, fue Ministro de Defensa entre 1984 y 1985; contrajo matrimonio con Beatriz Camacho Leyva (quien era descendiente de José Joaquín Camacho y de Domingo Caycedo), con quien tuvo al también militar Gustavo Matamoros Camacho, Jefe del Estado Mayor de Colombia y jinete profesional, al igual que sus hermanas María del Pilar y Adriana Matamoros. Los hijos del general Matamoros crearon en 1986 la Corporación Matamoros, para ayudar a militares y policías con secuelas físicas y mentales por actos del servicio.
Su hija mayor se casó con uno de sus cuñados, el polícía y diplomático Bernardo Camacho Leyva (hermano de Beatriz Camacho), Director de la Policía entre 1965 y 1971, con quien tuvo al dirigente deportivo y economista Enrique Camacho Matamoros, presidente del equipo bogotano Millonarios FC desde el 2014; como curiosidad, la sede deportiva de este equipo, El Campín, fue construida en los terrenos de una hacienda que era propiedad del empresario Nemesio Camacho, pariente del general Camacho Leyva. 
Otro de los cuñados de Essy Matamoros, el general Luis Carlos Camacho, fue ministro de Defensa entre 1978 y 1982.